# Festival Internacional de Cine de San Sebastián 2020
La 68.ª edición del Festival Internacional de Cine de San Sebastián se celebró del 18 al 26 de septiembre de 2020 en San Sebastián.

## Jurados
Jurado de la Sección Oficial
- Luca Guadagnino (Italia) (Presidente del Jurado)
- Joe Alwyn (Inglaterra)
- Marisa Fernández Armenteros (España)
- Michel Franco (México)
- Lenna Mossum (Suecia)

Premio Kutxabank-New Directors
- Belén Funes (Presidenta)
- Aistė Diržiūtė
- Ariel Schweitzer

Premio Horizontes
- Jayro Bustamante (Presidente del Jurado)
- Celia Rico
- Valérie Delpierre

Premio Zabaltegi-Tabakalera
- Pucho

Premio Irizar al cine vasco
- Maider Oleaga
- Irati Crespo
- Diego Soto Ortiz

Premio Nest
- Francy Fabritz
- Tomás Paula Marques
- Viktor van der Valk

Premios Foro de Coproducción Europa-América Latina
- Jhonny Hendrix Hinestroza
- Nadia Turincev
- Olmo Figueredo

## Películas

### En Competición
Las 15 películas siguientes compitieron para el premio de la Concha de Oro a la mejor película:
| Título en España                                | Título original                                 | Director(es)           | País            |
| ----------------------------------------------- | ----------------------------------------------- | ---------------------- | --------------- |
| Any Crybabies Around?                           | Nakuko wa ineega                                | Takuma Sato            | Japón           |
| Akelarre                                        | Akelarre                                        | Pablo Agüero           | España          |
| Sala del Juzgado 3H                             | Sala del Juzgado 3H                             | Antonio Méndez Esparza | España          |
| Crock of Gold: A Few Rounds with Shane MacGowan | Crock of Gold: A Few Rounds with Shane MacGowan | Julien Temple          | Reino Unido     |
| In the Dusk                                     | In the Dusk                                     | Šarūnas Bartas         | Lituania        |
| Beginning                                       | Dasatskisi                                      | Dea Kulumbegashvili    | Georgia         |
| Druk                                            | Druk                                            | Thomas Vinterberg      | Dinamarca       |
| Verano del 85                                   | Été 85                                          | François Ozon          | Francia         |
| True Mothers                                    | True Mothers                                    | Naomi Kawase           | Japón           |
| Nosotros nunca moriremos                        | Nosotros nunca moriremos                        | Eduardo Crespo         | Argentina       |
| Passion Simple                                  | Passion Simple                                  | Danielle Arbid         | Francia Bélgica |
| Supernova                                       | Supernova                                       | Harry Macqueen         | Reino Unido     |
| Wuhai                                           | Wuhai                                           | Zhou Ziyang            | China           |

### Fuera de competición
Las películas siguientes fueron seleccionadas para ser exhibidas fuera de competición: 
Largometrajes
| Título en español     | Título original       | Director(es)      | País     |
| --------------------- | --------------------- | ----------------- | -------- |
| El olvido que seremos | El olvido que seremos | Fernando Trueba   | Colombia |
| Rifkin's Festival     | Rifkin's Festival     | Woody Allen       | EE.UU.   |
| Antidisturbios        | Antidisturbios        | Rodrigo Sorogoyen | España   |

Proyecciones especiales
| Título en español | Título original   | Director(es)    | País                  |
| ----------------- | ----------------- | --------------- | --------------------- |
| We are who we are | We are who we are | Luca Guadagnino | Italia                |
| El gran fellove   | The great fellove | Matt Dillon     | EE. UU., Cuba, México |
| Patria            | Patria            | Aitor Gabilondo | España                |

### Horizontes Latinos
El Premio Horizontes impulsa el conocimiento de los largometrajes producidos total o parcialmente en América Latina, dirigidos por cineastas de origen latino, o bien que tengan por marco o tema comunidades latinas del resto del mundo.
| Título                              | Director                                                         | País      |
| ----------------------------------- | ---------------------------------------------------------------- | --------- |
| El profugo                          | Natalia Meta                                                     | Argentina |
| Edición ilimitada                   | Edgardo Cozarinsky, Santiago Loza, Virginia Cosin & Romina Paula | Argentina |
| La verónica                         | Leonardo Medel                                                   | Chile     |
| Las mil y una                       | Clarisa Navas                                                    | Argentina |
| Mamá, mamá, mamá                    | Sol Berruezo Pichon-Riviere                                      | Argentina |
| Selva trágica                       | Yulene Olaizola                                                  | México    |
| Sin señas particulares              | Fernanda Valadez                                                 | México    |
| Todos os mortos (All the dead ones) | Caetano Gotardo & Marco Dutra                                    | Brasil    |
| Visión nocturna                     | Carolina Moscoso                                                 | Chile     |

### Secciones independientes

#### Perlas (Perlak)
Las películas proyectadas en esta sección son largometrajes inéditos en España, que han sido aclamados por la crítica y/o premiados en otros festivales internacionales. Estas fueron las películas seleccionadas para la sección:
| Título en España                    | Título original               | Director(es)         | País            |
| ----------------------------------- | ----------------------------- | -------------------- | --------------- |
| La mujer del espía                  | Wife of a spy                 | Kiyoshi Kurosawa     | Japón           |
| The World to Come                   | The World to Come             | Mona Fastvold        | Estados Unidos  |
| ADN                                 | DNA                           | Maiwenn              | Francia         |
| El agente topo                      | El agente topo                | Maite Alberdi        | Chile           |
| Herself                             | Herself                       | Phyllida Lloyd       | Reino Unido     |
| Miss Marx                           | Miss Marx                     | Susanna Nicchiarelli | Italia, Bélgica |
| Hermanos en una noche de verano     | Moving On                     | Yoon Dan-Bi          | Corea del Sur   |
| Nunca, casi nunca, a veces, siempre | Never Rarely Sometimes Always | Eliza Hittman        | Estados Unidos  |
| Nomadland                           | Nomadland                     | Chloé Zhao           | Estados Unidos  |
| Nuevo orden                         | Nuevo orden                   | Michel Franco        | México          |
| El padre                            | The Father                    | Florian Zeller       | Reino Unido     |

#### New Directors
Esta sección agrupa los primeros o segundos largometrajes de sus cineastas, inéditos o que solo han sido estrenados en su país de producción y producidos en el último año. Estas fueron las películas seleccionadas para la sección:
| Título en España     | Título original              | Director(es)             | País           |
| -------------------- | ---------------------------- | ------------------------ | -------------- |
| 16 printemps         | 16 printemps                 | Suzanne Lindon           | Francia        |
| Ane                  | Ane                          | David Pérez Sañudo       | España         |
| Casa de antiguidades | Casa de antiguidades         | Joao Paulo Miranda Maria | Brasil-Francia |
| Chupacabra           | Chupacabra                   | Grigory Kolomytsev       | Rusia          |
| Gull                 | Gal-mae-gi                   | Kim-Mi-Jo                | Corea del Sur  |
| Slow Singing         | Gē shēng yuán hé màn bàn pāi | Dong Xingyi              | China          |
| Campanas a muerto    | Campanas a muerto            | Imanol Rayo              | España         |
| Never Cry            | Jak Najdalej Stąd            | Piotr Domalewski         | Polonia        |
| La última primavera  | La última primavera          | Isabel Lamberti          | España-Holanda |
| Limbo                | Limbo                        | Ben Sharrock             | Reino Unido    |
| Spagat               | Spagat                       | Christian Johannes Koch  | Reino Unido    |
| Along the sea        | Umibe no kanojotachi         | Akio Fujimoto            | Japón          |

#### Zabaltegi-Tabakalera
Esta sección agrupa trabajos filmográficos de cualquier metraje donde se busca nuevas miradas y formas. Estos fueron los trabajos seleccionados para la sección:
| Título en España                | Título original                 | Director(es)                    | País                      |
| ------------------------------- | ------------------------------- | ------------------------------- | ------------------------- |
| The woman who ran               | Domangchin yeoja                | Hong Sang-soo                   | Corea del Sur             |
| A metamorfose dos pássaros      | A metamorfose dos pássaros      | Catarina Vasconcelos            | Portugal                  |
| Autoficción (corto)             | Autoficción (corto)             | Laida Lertxundi                 | EE.UU.-España             |
| Cold Meridian (corto)           | Cold Meridian (corto)           | Peter Strickland                | Hungría-EE.UU.            |
| Correspondencia                 | Correspondencia                 | Carla Simón y Dominga Sotomayor | España, Chile             |
| Slow Singing                    | Gē shēng yuán hé màn bàn pāi    | Dong Xingyi                     | China                     |
| Dustin (corto)                  | Dustin (corto)                  | Naïla Guiguet                   | Francia                   |
| Fauna                           | Fauna                           | Nicolás Pereda                  | México                    |
| Having a good time (corto)      | Having a good time (corto)      | Bell Zhong                      | China                     |
| I Am Afraid to Forget Your Face | I Am Afraid to Forget Your Face | Sameh Alaa                      | Egipto                    |
| La sel des larmes               | La sel des larmes               | Philippe Garrel                 | Francia                   |
| Los conductos                   | Los conductos                   | Camilo Restrepo                 | Francia, Colombia, Brasil |
| Noche perpetua                  | Noche perpetua                  | Pedro Peralta                   | Francia, Portugal         |
| The calming                     | Ping Jing                       | Song Fang                       | China                     |
| Rizi                            | Rizi                            | Tsai Ming-Liang                 | Taiwán                    |
| Simon chama                     | Simon chama                     | Marta Sousa Ribeiro             | Portugal                  |
| Stephanie                       | Stephanie                       | Leonardo van Dijl               | Bélgica                   |
| The Trouble with Being Born     | The Trouble with Being Born     | Sandra Wollner                  | Austria                   |
| Un efecto óptico                | Un efecto óptico                | Juan Cavestany                  | España                    |
| Ya no duermo (corto)            | Ya no duermo (corto)            | Marina Palacio                  | España                    |
| Yellow cat                      | Zheltaya koshka                 | Adilkhan Yerzhanov              | Kazajistán, Francia       |

#### Nest
Esta sección agrupa trabajos de estudiantes de escuelas de cine de todo el mundo, cuyos trabajos han sido previamente seleccionados, para que participen en proyecciones de sus cortometrajes. Estos fueron los trabajos seleccionados para la sección:
| Título original                  | Director(es)               | País                    |
| -------------------------------- | -------------------------- | ----------------------- |
| Catdog                           | Ashmita Guha               | India                   |
| Ella i jo                        | Jaume Claret Muxart        | España                  |
| Esta no es una historia de China | Francisca Jiménez Ortegate | Argentina               |
| Filipiñana                       | Rafael Manuel              | Reino Unido - Filipinas |
| I want to return return return   | Elsa Rosengren             | Alemania                |
| La hoguera                       | Carlos Saiz Espín          | España                  |
| Lata                             | Alisha Mehta               | India                   |
| Los niños lobo                   | Otávio Almeida             | Cuba                    |
| Muralla china                    | Santiago Barzi             | Argentina               |
| Binokl                           | Mila Zhluktenko            | Alemania                |
| Perfect as cats                  | Kevin Vu                   | EE.UU.                  |
| The speech                       | Haohao Yan                 | EE.UU.                  |
| Pile                             | Toby Auberg                | Reino Unido             |

## Otras secciones

### Zinemira
Sección dedicada los largometrajes con un mínimo de un 20% de producción vasca que se estrenan mundialmente así como aquellos hablados mayoritariamente en euskera. Todos ellos son candidatos al Premio Irizar al Cine Vasco. Estas fueron las películas seleccionadas para la sección:
| Título en España                     | Director(es)                      | País                      |
| ------------------------------------ | --------------------------------- | ------------------------- |
| Nora                                 | Lara Izagirre                     | España, Francia           |
| Lobster Soup                         | Pepe Andreu y Rafael Molés        | España, Lituania,Islandia |
| Atarrabi et Mikelats                 | Eugène Green                      | Francia, Bélgica          |
| Jo ta ke                             | Aitziber Olaskoaga                | España                    |
| Caminho Longe                        | Josu Martinez , Txaber Larreategi | España                    |
| El Drogas                            | Natxo Leuza                       | España                    |
| El Estado contra Pablo Ibar          | Olmo Figueredo González-Quevedo   | España                    |
| Hijos de Dios                        | Ekain Irigoien                    | España                    |
| ¿Dónde está Mikel? (Non Dago Mikel?) | Miguel Ángel Llamas, Amaia Merino | España                    |
| Talento                              | David González Rudiez             | España                    |
| Urtzen                               | Telmo Esnal                       | España                    |
| Barbudos (corto)                     | Tucker Dávila Wood, Larry Mankuso | España                    |
| Dar-Dar (corto)                      | Paul Urkijo Alijo                 | España                    |
| Ehiza (corto)                        | Hauazkena Taldea                  | España                    |
| El ruido solar (corto)               | Pablo Hernando                    | España                    |
| Interior taxi noche (corto)          | Iban del Campo y Silvia Rey       | España                    |
| Quebrantos (corto)                   | María Elorza y Koldo Almandoz     | España                    |

### Made in Spain
Sección dedicada a una serie de largometrajes españoles que se estrenan en el año. Estas fueron las películas seleccionadas para la sección:
| Título original          | Director(es)                  |
| ------------------------ | ----------------------------- |
| Arima                    | Jaione Camborda               |
| La boda de Rosa          | Icíar Bollaín                 |
| La isla de las mentiras  | Paula Cons Varela             |
| La Mami                  | Laura Herrero Garvín          |
| Las niñas                | Pilar Palomero                |
| My mexican Bretzel       | Nuria Giménez                 |
| Hermanas                 | Pascal Rambert, Diego Postigo |
| Padre no hay más que uno | Santiago Segura               |

### Culinary Zinema
Sección no competitiva creada en colaboración con el Festival Internacional de Cine de Berlín y organizada conjuntamente con el Basque Culinary Center para unir el cine, la gastronomía y el desarrollo de diversas actividades relacionadas con la alimentación. Estas fueron las películas seleccionadas para la sección:
| Título en España        | Título en original      | Director(es)                    | País           |
| ----------------------- | ----------------------- | ------------------------------- | -------------- |
| ARZAK since 1897        | ARZAK since 1897        | Asier Altuna                    | España         |
| Camí lliure             | Camí lliure             | Ángel Parra                     | España         |
| La receta del equilibro | La receta del equilibro | Óscar Bernàcer                  | España         |
| The Truffle Hunters     | The Truffle Hunters     | Michael Dweck , Gregory Kershaw | Estados Unidos |

### WIP Latam
En esta edición, se estrenaba esta nueva sección que venía a sustituir el espacio "Cine en Construcción", creado por el Festival en 2002 con la colaboración de Cinélatino, Rencontres de Toulouse. En esta nueva sección estaba dirigido a producciones latinoamericanas en fase de postproducción. Estas fueron las películas seleccionadas para la sección:
| Título en original      | Director(es)          | País                                |
| ----------------------- | --------------------- | ----------------------------------- |
| Boreal                  | Federico Adorno       | Paraguay, México                    |
| El empleado y el patrón | Manuel Nieto          | Uruguay, Argentina, Brasil, Francia |
| Jesús López             | Maximiliano Schonfeld | Argentina, Francia                  |
| La roya                 | Juan Sebastián Mesa   | Colombia, Francia                   |
| Los restos fósiles      | Jerónimo Quevedo      | Argentina                           |
| Piedra noche            | Iván Fund             | Argentina-Chile                     |

### WIP Europa
En esta edición, se estrenaba esta nueva sección que venía a ampliar el concepto de Glocal in Progress de ediciones anteriores. A partir de este momento, el espacio se abría a todas las películas europeas en fase de postproducción. Estas fueron las películas seleccionadas:
| Título en original | Director(es)        | País      |
| ------------------ | ------------------- | --------- |
| 918 gau            | Arantza Santesteban | España    |
| Between two dawns  | Selman Nacar        | Turquía   |
| Inventura          | Darko Sinko         | Eslovenia |
| Alma anciana       | Álvaro Gurrea       | España    |
| Veli               | Lasha Tskvitinidze  | Georgia   |

## Palmarés
Palmarés:

### Premios oficiales
- Concha de Oro: Beginning de Dea Kulumbegashvili
- Premio especial del jurado: Crock of Gold: A Few Rounds with Shane MacGowan de Julien Temple
- Concha de Plata al mejor director : Dea Kulumbegashvili por Beginning
- Concha de Plata al mejor actor : Mads Mikkelsen, Thomas Bo Larsen, Lars Ranthe y Magnus Millang por Druk
- Concha de Plata a la mejor actriz : Ia Sukhitashvili por Beginning
- Premio del jurado a la mejor fotografía : Yuta Tsukinaga por Any Crybabies Around?
- Premio del jurado al mejor guion : Dea Kulumbegashvili por Beginning

#### Premio Donostia
- Viggo Mortensen

#### Premio independientes
- Premio Kutxa - Nuevos Directores:[12] La última primavera de Isabel Lamberti

Mención especial : Slow Singing de Dong Xingyi
- Premio Horizontes:[13] Sin señas particulares de Fernanda Valadez

Mención especial : Las mil y una de Clarisa Navas
- Premio Zabaltegi-Tabakalera:[14] A metamorfose dos pássaros de Catarina Vasconcelos

Mención especial : The woman who run de Hong Sang-soo
- Premio del Público de San Sebastián:[15] The father de Florian Zeller
  - Premio  a la Mejor Película Europea: El agente topo de Maite Alberdi
- Premio Nest:[16] Catdog de Ashmita Guha

Mención especial : The speech de Haohao Yan
Premio Irizar al Cine Vasco
- Ane de David Pérez Sañudo

Premio TCM de la juventud
- Limbo de Ben Sharrock

Premios Foro de Coproducción Europa-América Latina
- Premios Foro de Coproducción Europa-América Latinaː Limbo de Ben Sharrock
- Premio Daleǃ (Desarrollo América Latina-Europa)ː ¿Quién mató a Narciso? de Marcelo Martinessi
- Premio Eurimages al desarrollo de coproducciónː El repartidor está en camino de Martín Rejtman
- Artekino International Prizeː El día de mi bestia de Camila Beltrán

Premios WIP Latam
- Premio de la Industria WIP Latamː Piedra noche de Iván Fund
- Premio Egeda Platino Industria al mejor Wip Latamː El empleado y el patrón de Manuel Nieto

Premios WIP Europa
- Between two dawns de Selman Nacar

#### Otros premios
- Premio TVE Otra Mirada:[16] Nunca, casi nunca, a veces, siempre de Eliza Hittman

Mención especial : Gull de Kim Mi-Jo
- Premio Cooperación española:[16] Sin señas particulares de Fernanda Valadez